# مجموعه آموزشی مخیتار سباستاتسی
مجموعه آموزشی مخیتار سباستاتسی (ارمنی: Մխիթար Սեբաստացի կրթահամալիր; انگلیسی: Mkhitar Sebastatsi Educational Complex) یک مدرسه با ملکیت دولتی که در ناحیه مالاتیا سباستیا در ایروان پاتخت ارمنستان واقع شده‌است. این مدرسه به نام محقق و الهیدان سرشناس سده هجدهم ارمنی، مخیتار سباستاتسی نامگذاری شده‌است.
این مدرسه در سال ۱۹۸۴ تحت عنوان مدرسه شمار ۱۹۸۳ توسط آشوت داباغیان، آشوت مانوچاریان، آشوت بلیان بنیانگذاری شد.
در سال ۱۹۸۷ وضعیت تجربی به این مدرسه توسط وزارت آموزش و پرورش ارمنستان شوروی اعطا گردید؛ و در سال ۱۹۸۹ به یک مجموعه گسترده تبدیل شداین مدرسه در حین پرسترویکای جنبش قره‌باغ نقش کلیدی ایفا نمود و یکی از بانیان آن آشوت مانوچاریان نیز عضو کمیته قره‌باغ بود، مدیر فعلی این مدرسه آشوت بلیان می‌باشد.